# Anuchin (cráter)

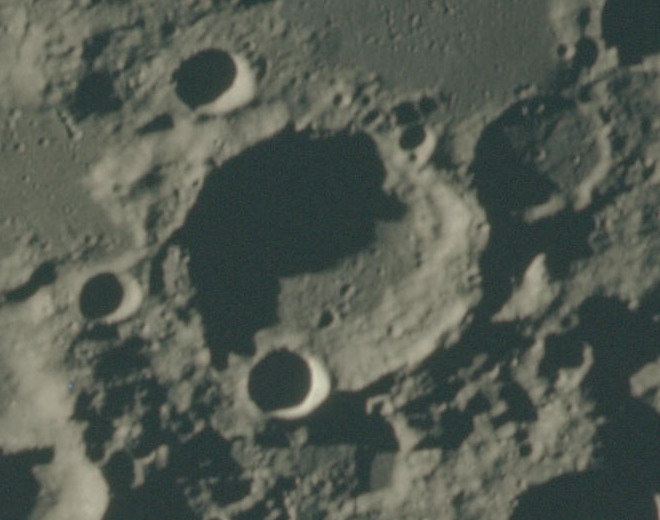
Fotografía de la misión Apolo 15

Anuchin es un cráter de impacto lunar  que se encuentra en el hemisferio sur de la cara oculta de la Luna. Se localiza al sur del cráter de mayor tamaño Lamb, y al norte-noroeste del cráter Kugler.
El borde de Anuchin permanece definido relativamente nítido, aunque ha sido sometido a desgaste debido a impactos posteriores. El cráter satélite Anuchin L se sitúa justo en el borde sur, pero sin llegar a cortar del todo la pared exterior. El piso interior casi no presenta rasgos distintivos, sin pico central en el punto medio y solo unos pocos cráteres minúsculos. Pero no posee el tono más oscuro del interior de un cráter producido por los flujos de lava.

## Cráteres satélite
Por convención estos elementos son identificados en los mapas lunares poniendo la letra en el lado del punto medio del cráter que está más cerca de Anuchin.
|         | \| Anuchin \| Coordenadas \| Diámetro \| \| ------- \| ------------------------------- \| -------- \| \| B \| 46°42′S 103°18′E / -46.7, 103.3 \| 24 km \| \| L \| 50°12′S 101°42′E / -50.2, 101.7 \| 15 km \| \| N \| 51°36′S 99°36′E / -51.6, 99.6 \| 33 km \| \| Q \| 51°06′S 98°18′E / -51.1, 98.3 \| 50 km \| \| V \| 48°06′S 99°36′E / -48.1, 99.6 \| 15 km \| |          |
| Anuchin | Coordenadas | Diámetro |
| B       | 46°42′S 103°18′E / -46.7, 103.3 | 24 km    |
| L       | 50°12′S 101°42′E / -50.2, 101.7 | 15 km    |
| N       | 51°36′S 99°36′E / -51.6, 99.6 | 33 km    |
| Q       | 51°06′S 98°18′E / -51.1, 98.3 | 50 km    |
| V       | 48°06′S 99°36′E / -48.1, 99.6 | 15 km    |

## Referencias

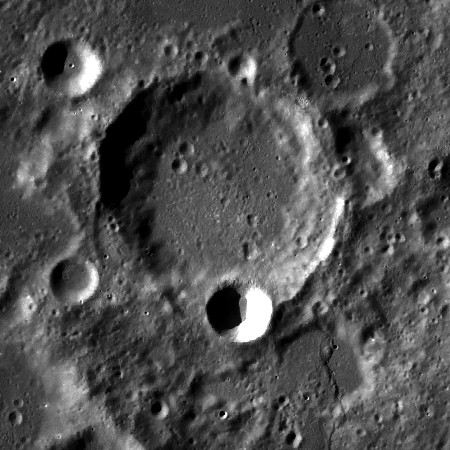
Fotografía de la misión Lunar Reconnaissance Orbiter